# Gołąbek błotny

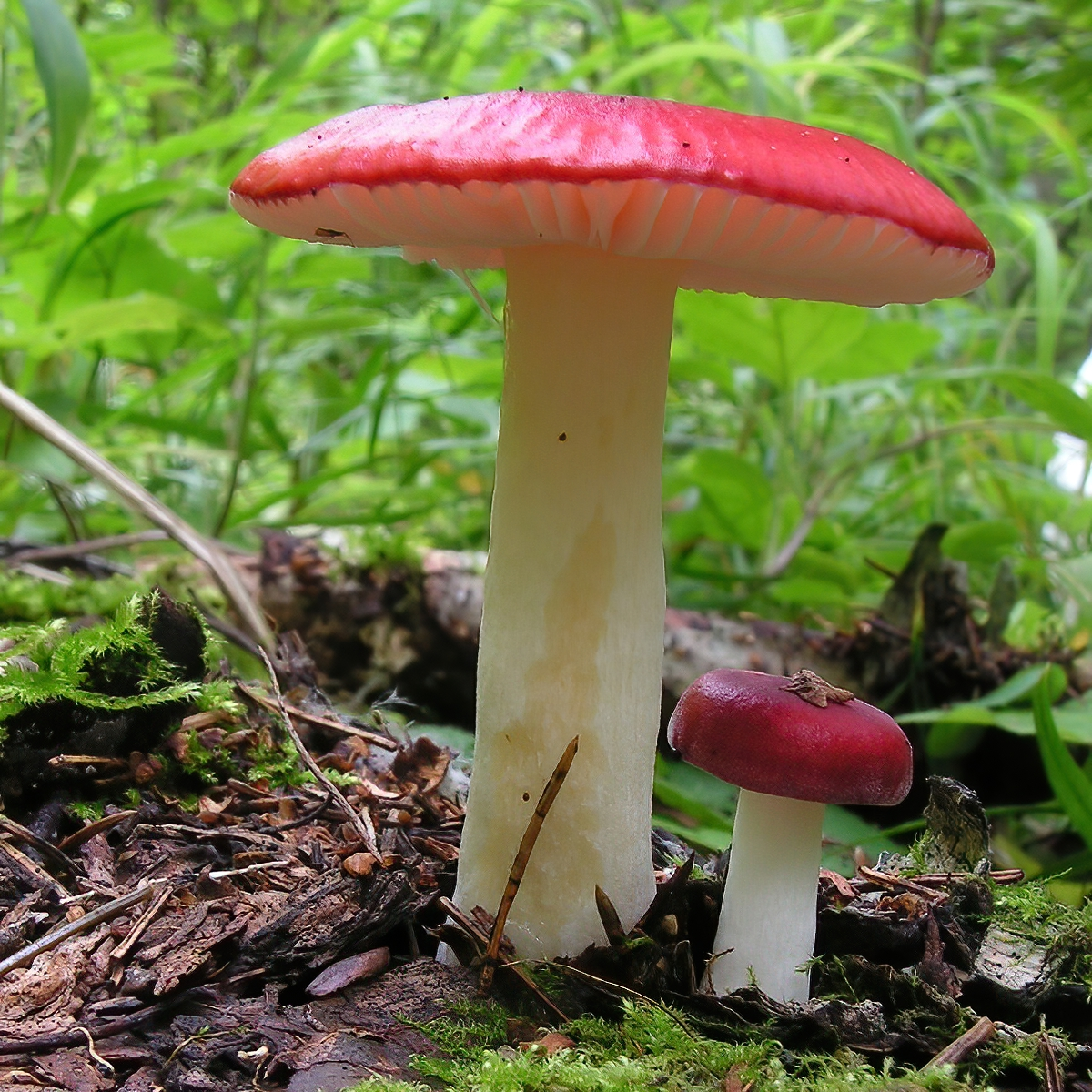

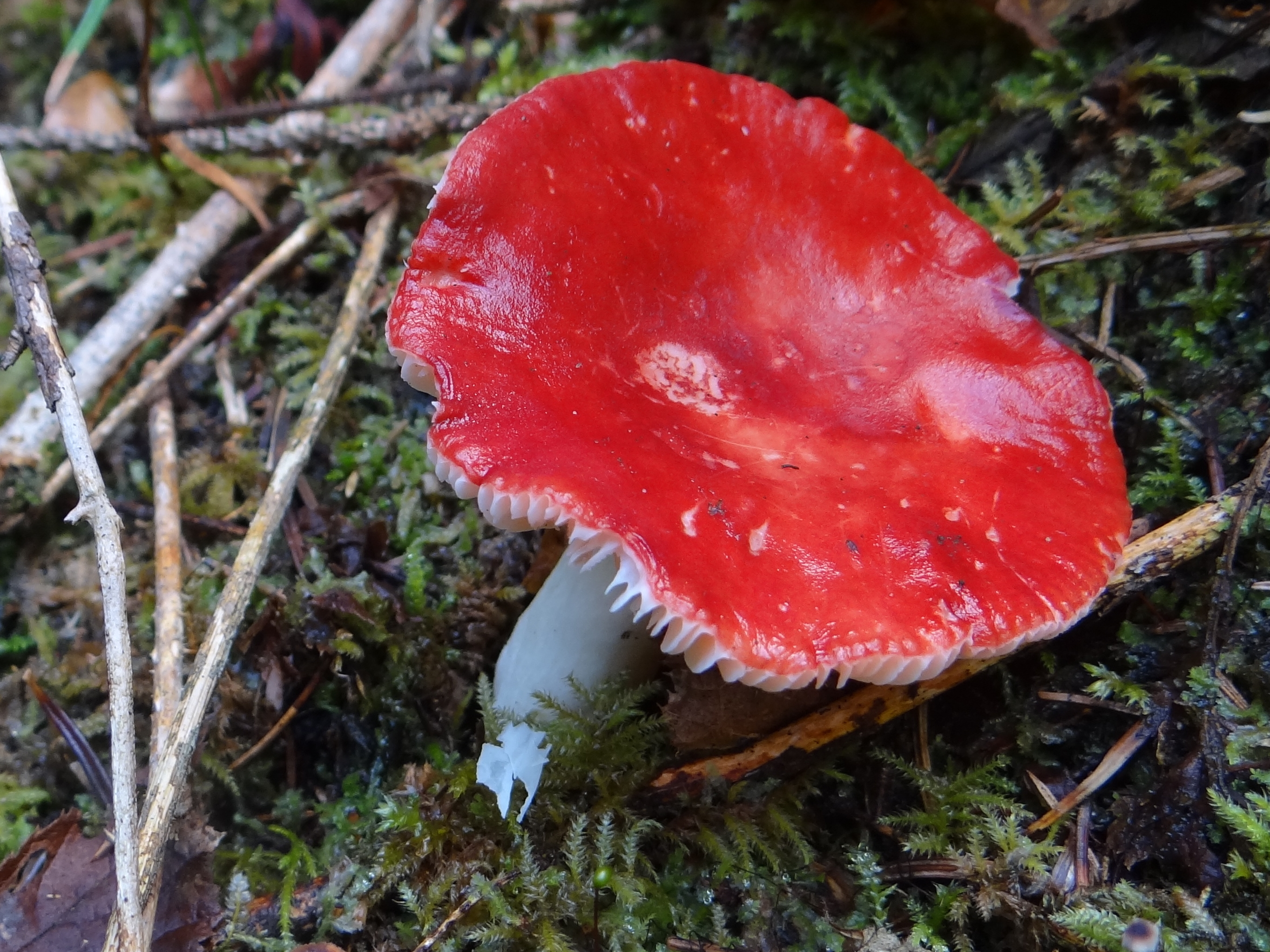

Gołąbek błotny (Russula paludosa Britzelm.) – gatunek grzybów należący do rodziny gołąbkowatych (Russulceae).

## Systematyka i nazewnictwo
Pozycja w klasyfikacji: Russula, Russulaceae, Russulales, Incertae sedis, Agaricomycetes, Agaricomycotina, Basidiomycota, Fungi (według Index Fungorum).
Po raz pierwszy takson ten zdiagnozował w 1891 r. Max Britzelmayr, nadając mu nazwę Russula paludosa. Jest to nazwa uznana przez Index Fungorum.
Synonim: Russula integra var. paludosa (Britzelm.) Singer.
Polską nazwę podała Alina Skirgiełło w 1991 r.

## Morfologia
Kapelusz
Średnica kapelusza 10–15 cm. Początkowo półkulisty, później rozpostarty, na koniec przeważnie wgłębiony. Brzeg podgięty i tępy, u młodych owocników równy, później nieco karbowany. Powierzchnia wilgotna, błyszcząca i lepka. Kolor ceglastoczerwony, krwistoczerwony, czasami z purpurowym odcieniem, zdarzają się też owocniki jaśniejsze, o barwie ochrowopomarańczowej lub oliwkowej. Skórka daje się zedrzeć do połowy promienia kapelusza.
Blaszki
Długo pozostają białe, później maślanożółte, na ostrzach czasem czerwonawe.
Trzon
Wysokość od 7 do 15 cm, grubość 2,5–5,5 cm, walcowaty jednakowo gruby na całej długości, początkowo pełny, później watowaty. Biały, czasami z czerwonym nalotem.
Miąższ
Kruchy, nie zmieniający barwy po uszkodzeniu, biały, tylko pod skórką nieco różowy, na starość trochę szarzejący, bez zapachu o łagodnym smaku.
Cechy mikroskopowe
Wysyp zarodników kremowoochrowy. Zarodniki elipsoidalne, czasami przecinkowate, o rozmiarach 8–10(12) × 7–9 (10) μm. Są brodawkowato-graniaste do częściowo siatkowatych. Cystydy wrzecionowate z długim kończykiem.
Gatunki podobne
Bardzo podobny jest gołąbek wymiotny (Russula emetica), odróżnia go jednak bardzo ostry i piekący smak. Gołąbka błotnego można pomylić z jadalnym gołąbkiem płowiejącym (Russula decolorans) – oba grzyby występują na tym samym siedlisku, a także niejadalnym gołąbkiem brunatnym (Russula badia) o ostrym smaku, czy z jadalnym gołąbkiem ceglastoczerwonym (Russula velenovskyi).

## Występowanie i siedlisko
Jest szeroko rozprzestrzeniony w Europie i Ameryce Północnej, podano jego występowanie także w Afryce Północnej. W Polsce jest pospolity. W Holandii znajduje się na czerwonej liście gatunków zagrożonych.
Naziemny grzyb mykoryzowy. Występuje w bagnistych, wilgotnych lasach iglastych świerkowych i sosnowych, nawet na torfowiskach. Lubi kwaśne gleby; stosunkowo częsty, lokalnie masowy.

## Znaczenie
Grzyb jadalny nadający się do bezpośredniego spożycia.